# Stopplaats Kralingsche Veer
Kralingsche Veer (Krv) is een voormalige stopplaats van de Spoorlijn Utrecht - Rotterdam. De stopplaats Kralingsche Veer bij het destijds nog zelfstandige dorpje Kralingseveer was open van 1905 tot 15 mei 1935, toen er een ander tracé in gebruik werd genomen.